# Pidung
Pidung is een bestuurslaag in het regentschap Kerinci van de provincie Jambi, Indonesië. Pidung telt 494 inwoners (volkstelling 2010).